# Diamonds – The Best of Dio
Diamonds - The Best of Dio – album kompilacyjny heavymetalowego zespołu Dio, zawierający najważniejsze utwory zespołu. Album został wydany w 1992 roku, ale nigdy nie pojawił się na półkach sklepowych w rodzimej Ameryce.

## Lista utworów
1. "Holy Diver" – 5:54
2. "Rainbow in the Dark" – 4:16
3. "Don't Talk to Strangers" – 4:53
4. "We Rock" – 4:35
5. "The Last in Line" – 5:47
6. "Evil Eyes" – 3:38
7. "Rock 'N' Roll Children" – 4:32
8. "Sacred Heart" – 6:28
9. "Hungry for Heaven" – 4:11
10. "Hide in the Rainbow" – 4:06
11. "Dream Evil" – 4:29
12. "Wild One" – 4:03
13. "Lock Up the Wolves" – 8:34

## Twórcy
- Ronnie James Dio - śpiew, keyboard, producent muzyczny
- Vivian Campbell - gitara (1-9)
- Craig Goldy - gitara (10,11)
- Rowan Robertson - gitara (12,13)
- Jimmy Bain - gitara basowa (1-11)
- Teddy Cook - gitara basowa (12,13)
- Vinny Appice - perkusja (1-11)
- Simon Wright - perkusja (12,13)
- Claude Schnell - keyboard (4-11)
- Jens Johansson - keyboard (12,13)